# Comuna Tarandînți, Lubnî
Tarandînți (în ucraineană Тарандинці) este o comună în raionul Lubnî, regiunea Poltava, Ucraina, formată din satele Hubske, Tarandînți (reședința) și Vîlî.

## Demografie
Componența lingvistică a comunei Tarandînți
     Ucraineană (97,13%)
     Rusă (2,43%)
     Alte limbi (0,12%)
Conform recensământului din 2001, majoritatea populației comunei Tarandînți era vorbitoare de ucraineană (97,13%), existând în minoritate și vorbitori de rusă (2,43%).